# 漢字紋
漢字紋一種以漢字圖案所構成的紋飾。一般的漢字紋有雲雷紋、井字紋、壽字紋等，常見於建築、服裝、家具等各個領域。明清的家具上就有漢字紋。